# Село Мршељи, борци пали у ратовима од 1912. до 1918. године
Списак бораца из села Мршељи, Општина Пожега, погинулих и умрлих у Балканским и Првом светском рату преузет је из књиге „Пожега и околина”, објављене 1978. године.
Подаци за подручје Пожеге прикупљани су у периоду 1976–1977. године преко матичних књига умрлих, спомен-плоча, крајпуташа, као и разговора са преживелим борцима и појединим грађанима који су по сећању могли да дају податке, уз напомену да спискови могуће да нису потпуни, због временске дистанце и недостатка поузданих извора.

## Списак
1. Алексић Станоје
2. Алексић Будимир
3. Алексић Радован
4. Васиљевић Недељко
5. Јовковић Драгоје
6. Јовковић Павле
7. Јовковић Тихомир
8. Јовковић Витомир
9. Јовковић Чедомир
10. Јовковић Миломир
11. Лубинић Милић
12. Марковић Велизар
13. Марковић Душан
14. Марковић Драгутин
15. Нешовић Светислав
16. Нешовић Миломир
17. Нешовић Дамњан
18. Нешовић Видосав
19. Петровић Влајко
20. Петровић Веселин
21. Станић Виктор
22. Стојановић Богдан
23. Тадић Тијосав
24. Терзић Радоје
25. Тодоровић Милан
26. Тодоровић Радиша
27. Тодоровић Чедомир
28. Томић Михаило
29. Тошић Богдан[1]